# Saša Mächtig
Saša Janez Mächtig,  slovenski arhitekt, * 17. marec 1941, Ljubljana.
Študiral je na Fakulteti za arhitekturo v Ljubljani. Na Akademiji za likovno umetnost in oblikovanje je poučeval industrijsko oblikovanje. Bil je član žirije oblikovalske nagrade rdeča pika (Red Dot).
Leta 1967 je zasnoval modularni kiosk K67, ki je vključen tudi v zbirko Muzeja moderne umetnosti (MoMA) v New Yorku. Zasnoval je tudi paviljon Kavarne Evropa in drugo ulično opremo: koše, telefonske dušilnike in telefonske govorilnice.